# Heliomaster constantii
Heliomaster constantii е вид птица от семейство Колиброви (Trochilidae).

## Разпространение
Видът е разпространен в Гватемала, Коста Рика, Мексико, Никарагуа, Салвадор, САЩ и Хондурас.